# لنسینگ (روستا)، نیویورک
لنسینگ (به انگلیسی: Lansing) یک منطقهٔ مسکونی در ایالات متحده آمریکا است که در شهرستان تامپکینز، نیویورک واقع شده‌است. لنسینگ ۱۱٫۹۹ کیلومتر مربع مساحت و ۳٬۵۲۹ نفر جمعیت دارد و ۲۸۳ متر بالاتر از سطح دریا واقع شده‌است.